# Fairfax Islands
Fairfax Islands är öar i Australien. De ligger i delstaten Queensland, omkring 410 kilometer norr om delstatshuvudstaden Brisbane.